# Helicoverpa insularis
Helicoverpa insularis är en fjärilsart som beskrevs av Walker 1875. Helicoverpa insularis ingår i släktet Helicoverpa och familjen nattflyn. Inga underarter finns listade i Catalogue of Life.